# Nissan Atleon
Der Nissan Atleon ist ein über die europäischen Händlernetzwerke vertriebener Lkw von Nissan.

## L/M-Serie (1980–2000)

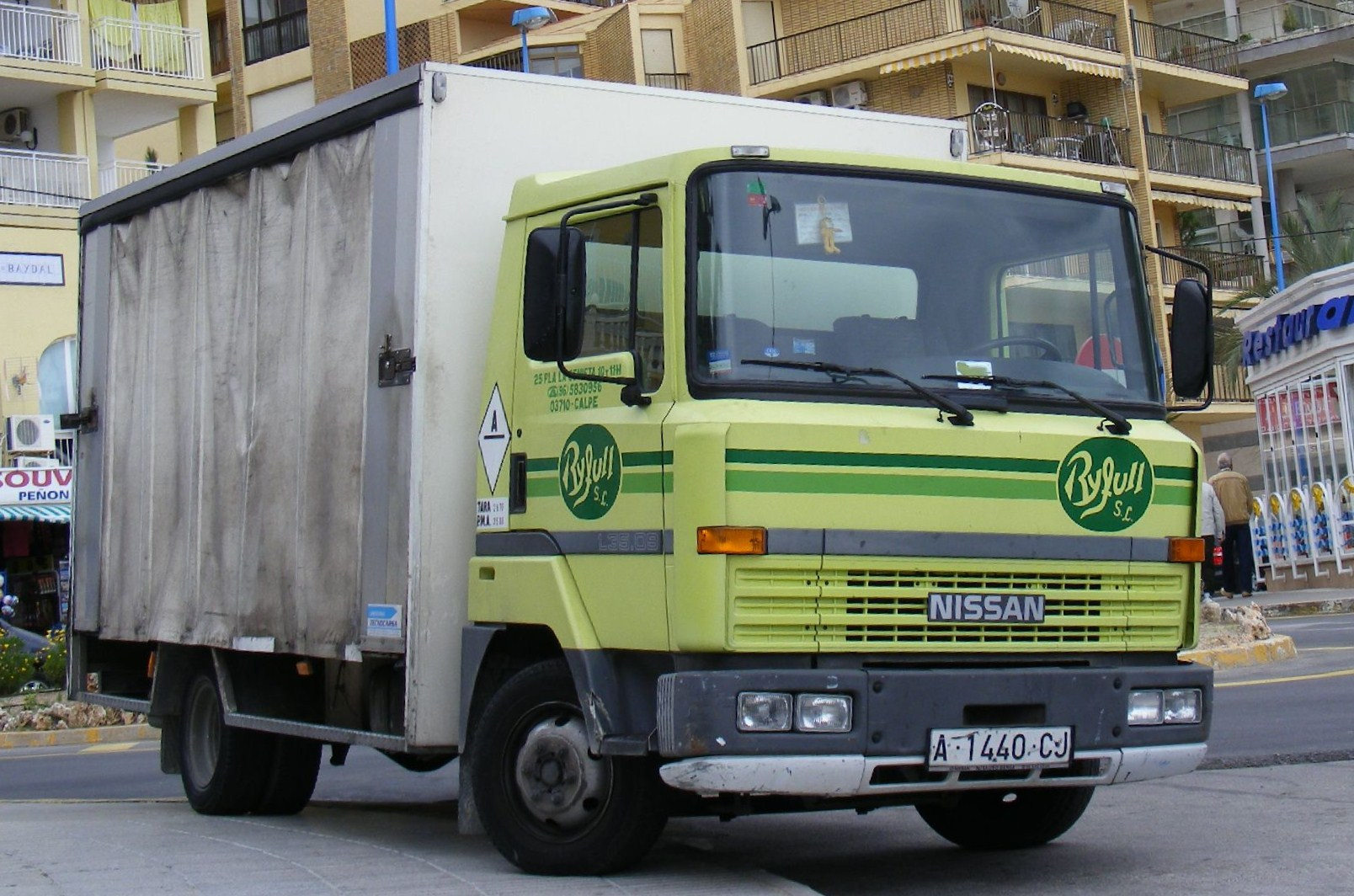
Nissan L-Serie

Nissan hatte sich 1980 am spanischen Autohersteller Ebro beteiligt und diesen 1987 komplett übernommen. Die von Ebro produzierten Modelle wurden nach und nach zu Nissan-Modellen. Die gerade erst gestartete Ebro L/M-Serie, die die Ebro P-Serie ersetzte, wurde ebenso als Ebro weiterverkauft wie die Ebro F-Serie. Nach der Übernahme 1987 wurde die Ebro F-Serie zum Nissan Ebro Trade und später zum Nissan Trade. Ebenfalls 1987 wurde die Ebro L/M-Serie zur Nissan Ebro L/M-Serie. Ab 1990 fiel der Name Ebro gänzlich weg und die Nissan L/M-Serie wurde bis 2000 weiter gebaut. Die L/M-Serie wurde ab 1990 nach und nach in allen europäischen Ländern angeboten, wobei die Markteinführung in Deutschland 1995 stattfand.

## ECO-T (Atleon) (1997–2000)
Ab 1997 gab es ein überarbeitetes Modell der L/M-Serie das auf vielen Märkten (wie z. B. Deutschland) als Nissan ECO-T oder Nissan Camiones ECO-T (Spanien) und auf einigen Märkten mit dem Zusatz Atleon vertrieben wurde.
Das Modellbezeichnung war Nissan ECO-T / Nissan Camiones ECO-T oder Nissan ECO-T Atleon / Nissan Camiones ECO-T Atleon.
Erst mit dem ab 2000 gebauten Modell wurde der Name Atleon auf allen Märkten eingeführt.

### Motoren
| Modell    | Zylinder | Hubraum cm³ | Max. Leistung                | Max. Drehmoment     | Motorkennung | Bauzeit   |
| --------- | -------- | ----------- | ---------------------------- | ------------------- | ------------ | --------- |
| ECO-T.100 | 4        | 2953        | 80 kW (108 PS) bei 3600/min  | 260 Nm bei 2000/min | BD-30 Ti     | 1997–2000 |
| ECO-T.135 | 4        | 3989        | 101 kW (137 PS) bei 2600/min | 417 Nm bei 1300/min | B4-40 Ti     | 1997–2000 |

## Nissan Atleon (2000–2013)

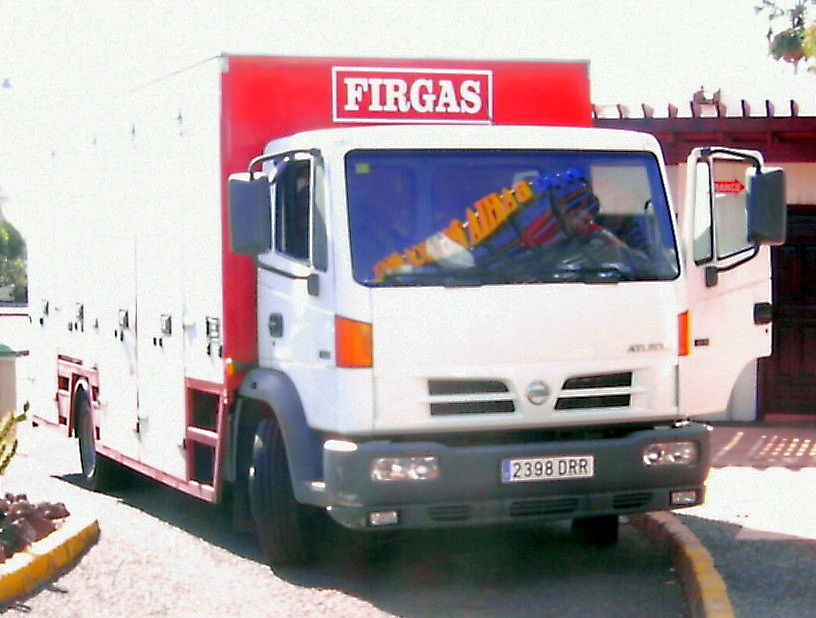
Nissan Atleon (2000–2006)

Von September 2000 bis 2013 wurde der Atleon im Werk Barcelona von Nissan Motor Ibérica gebaut.
Lieferbar war er ab Werk als Fahrgestell, Pritschenwagen oder mit Kofferaufbau. Die kleinste Variante mit 3,5 Tonnen Gesamtgewicht wurde geschaffen, um ihn auch mit der Führerschein Klasse B fahren zu können. Geliefert wurde er anfänglich mit den Turbodieselmotoren von Nissan Typ B660TiL, Typ B660TiH und Typ B440Ti, die alle über Direkteinspritzung verfügten.
2006 erfolgte ein Facelift. Die Front wurde dem Nissan Cabstar F24 angepasst. Seitdem gab es mit dem Nissan ZD30 mit 110 kW bei 3400/min und dem Cummins ISB5-4H – 136 kW bei 2500/min neue Dieselmotoren mit Common-Rail-Einspritzung, kombiniert mit einem Sechs-Gang-Schaltgetriebe.
Mitte 2013 wurde der Atleon durch den Nissan NT500 abgelöst.

### Motoren
| Modell             | Zylinder | Hubraum cm³ | Max. Leistung                | Max. Drehmoment     | Motorkennung    | Bauzeit   |
| ------------------ | -------- | ----------- | ---------------------------- | ------------------- | --------------- | --------- |
| Atleon.110         | 4        | 2953        | 81 kW (110 PS) bei 3500/min  | 262 Nm bei 2100/min | BD-30 Ti        | 2000–2006 |
| Atleon.140         | 4        | 3989        | 102 kW (139 PS) bei 2600/min | 425 Nm bei 1300/min | B4-40 Ti        | 2000–2006 |
| Atleon 35.15/56.15 | 4        | 2953        | 110 kW (150 PS) bei 3400/min | 350 Nm bei 2000/min | ZD30Kai         | 2006–2013 |
| Atleon.165         | 6        | 5985        | 119 kW (162 PS) bei 2600/min | 459 Nm bei 1500/min | B6-60 Ti (L)    | 2000–2006 |
| Atleon 80.19       | 4        | 4500        | 136 kW (185 PS) bei 2500/min | 700 Nm bei 1200/min | Cummins ISB5-4H | 2006–2013 |
| Atleon.210         | 6        | 5985        | 154 kW (209 PS) bei 2600/min | 647 Nm bei 1300/min | B6-60 Ti (H)    | 2000–2006 |